# Minamoto no Michinari
Minamoto no Michinari (源道済; X secolo – 1019) è stato un poeta giapponese waka del medio periodo Heian.
Suo padre è Minamoto no Masakuni e suo bisnonno Minamoto no Saneakira. Il suo nome è incluso nell'elenco antologico Chūko Sanjūrokkasen.

## Biografia
Studiò composizione poetica nel 998, fu promosso a kurōdo nel 1001 e prestò servizio come shikibu-shō (Ministero degli Affari Cerimoniali) nel 1004. 
Fu nominato governatore della provincia di Chikuzen nel 1015, carica che mantenne fino alla sua morte nel 1019. Nei suoi ultimi anni ottenne il titolo di shōgoi.

## Opera poetica
Partecipò a vari circoli di poesia sponsorizzati da Fujiwara no Michinaga. Fu un promotore della poesia waka giapponese e della poesia cinese.  Tra le sue opere ci sono il Wakan Kensakushū (和漢兼作集), una raccolta di poesie cinesi e giapponesi, il Michinari Jūtai (道済十体), un libro di poesie, e il Michinari-shū (道済集), una raccolta personale di poesie. Ebbe rapporti artistici con i poeti Akazome Emon, il monaco Nōin, Izumi Shikibu e Fujiwara no Takatō, tra gli altri.
Cinquantasei delle sue poesie sono incluse in varie antologie imperiali, tra cui lo Shūi Wakashū.